# Ajuga reptans
La bugola (nome scientifico Ajuga reptans L., 1753) è una piccola pianta erbacea perenne, sempreverde nei climi più caldi, inodore a portamento strisciante alta non più di 20 cm, appartenente alla famiglia delle Lamiaceae (dette anche Labiate).

## Etimologia
Il nome generico (ajuga) deriva dal latino. Si tratta di una parola composta da due termini: a che significa negazione, privazione e jugum che significa "giogo". Probabilmente il nome vuole indicare l'assenza del labbro superiore nella corolla (altrimenti presente in altri generi delle labiate). Altri autori comunque danno etimologie diverse (vedi la voce del genere). ll nome specifico (reptans) si riferisce al carattere strisciante del portamento della pianta.
Il nome scientifico della specie è stato definito per la prima volta da Carl von Linné (1707–1778) biologo e scrittore svedese, considerato il padre della moderna classificazione scientifica degli organismi viventi, nella pubblicazione Species Plantarum - 2: 561 del 1753.

## Descrizione

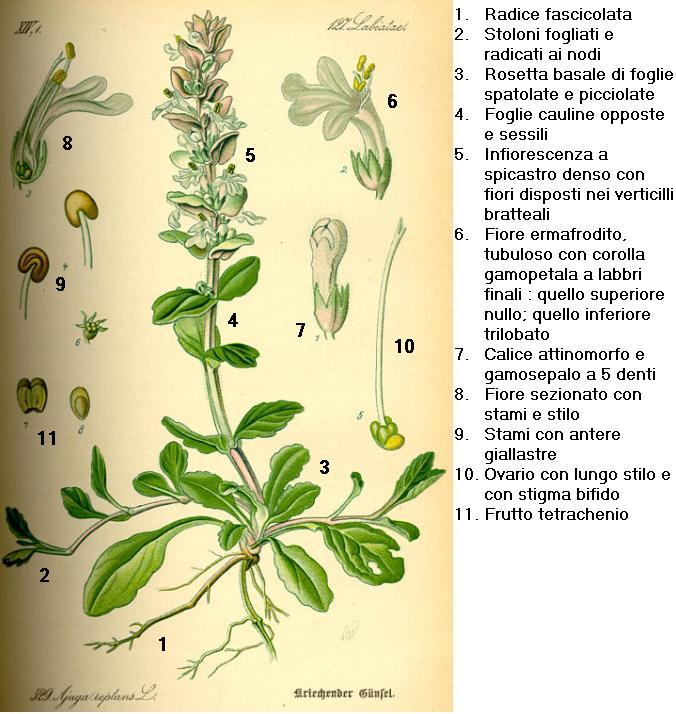
Descrizione delle parti della pianta

La forma biologica della pianta è emicriptofita reptante (H rept): sono piante perennati per mezzo di gemme situate al livello del suolo e con fusti più o meno striscianti (con stoloni). L'aspetto della pianta è fondamentalmente tappezzante grazie ai suoi stoloni striscianti con foglie basali che diffondendosi a raggiera formano densi tappeti dal colore verde scuro quasi metallico. Tutte le piante sono fortemente aromatiche (sono presenti delle ghiandole contenenti oli eterici).

### Radici
Le radici sono del tipo fascicolato.

### Fusto
Il fusto (solo la parte epigea) è tetragono ed è eretto. Nella zona dell'infiorescenza si presenta tomentoso quasi lanoso: ha la particolarità di avere i peli in linea sullo spigolo del fusto a facce opposte/alternate. Mentre nella parte inferiore è glabro e si ramifica con dei fogliosi stoloni superficiali, lunghi anche 3 dm, e radicanti ai nodi. Anche il fusto, come le foglie bratteali dell'infiorescenza, presenta delle sfumature violette tendenti al porpora.

### Foglie

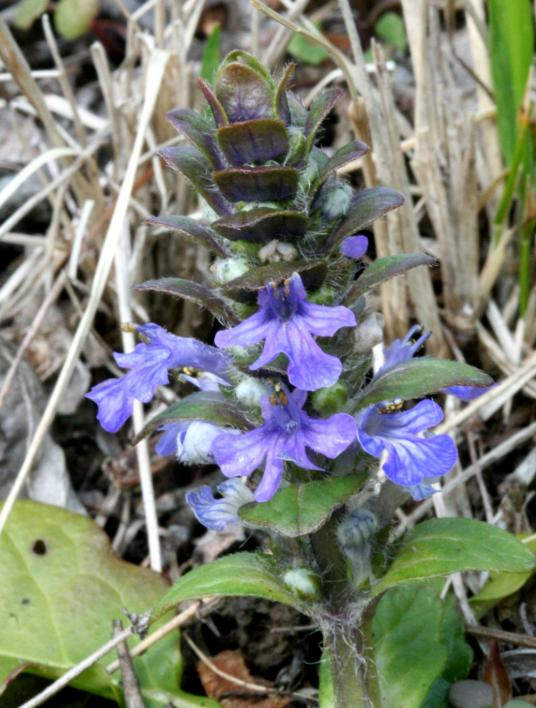
Foglie basali spatolate

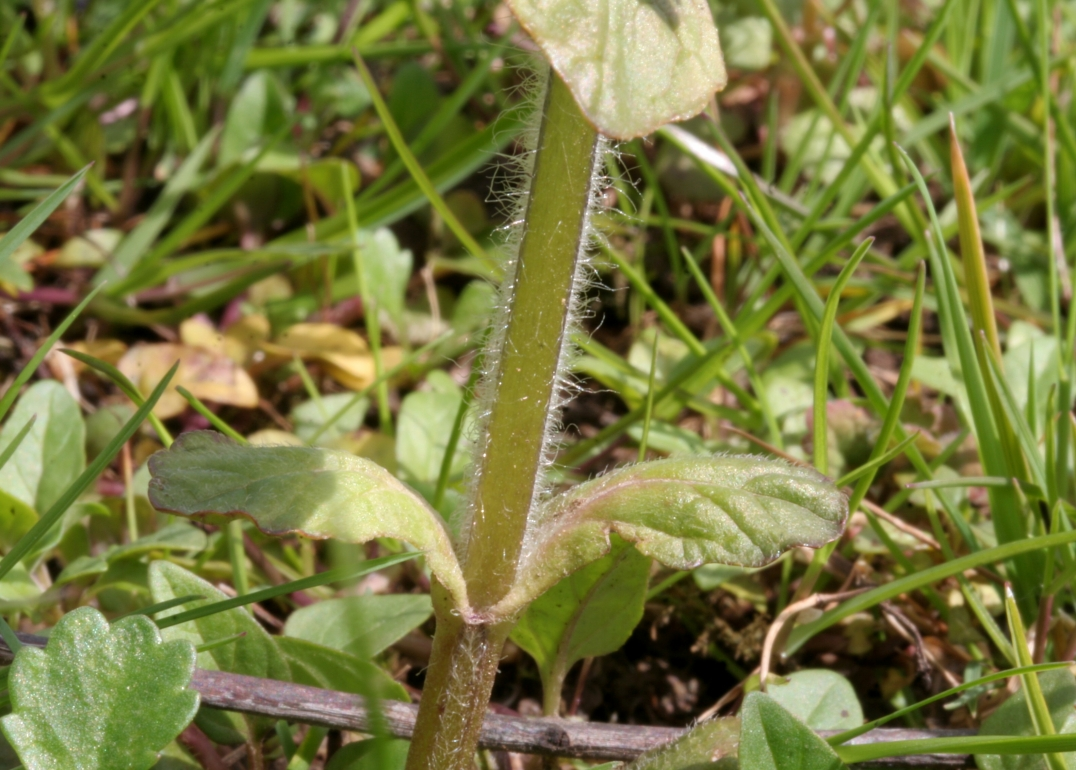
Foglie cauline piccole, sessili e opposte

- Foglie basali: le foglie basali sono disposte a rosetta e sono picciolate lungamente (il picciolo è lungo come la lamina fogliare) con forme oblungo – spatolate (a forma di cucchiaio) e quasi intere o lievemente crenate. Hanno un aspetto lucido e sono spesso persistenti. Dimensioni delle foglie : larghezza 2 – 4 cm; lunghezza 8 – 12 cm.
- Foglie cauline: le foglie cauline sono più piccole, sessili (subsessili) a disposizione opposta e grossolanamente dentate. Nella zona fiorale del fusto queste foglie si trasformano in brattee; inoltre le più mature sui bordi spesso si colorano di porpora o marrone. Dimensione delle foglie : larghezza 1,5 – 2 cm; lunghezza 3 –4 cm.

### Infiorescenza
L'infiorescenza è un spicastro denso, ossia è composta da fiori (6 – 8 elementi) posti ai verticilli fogliari (ossia all'ascella delle foglie cauline). Le brattee fogliacee nella parte superiore sono più piccole dei fiori, in modo che questi ultimi sporgono dalla spiga.

### Fiore

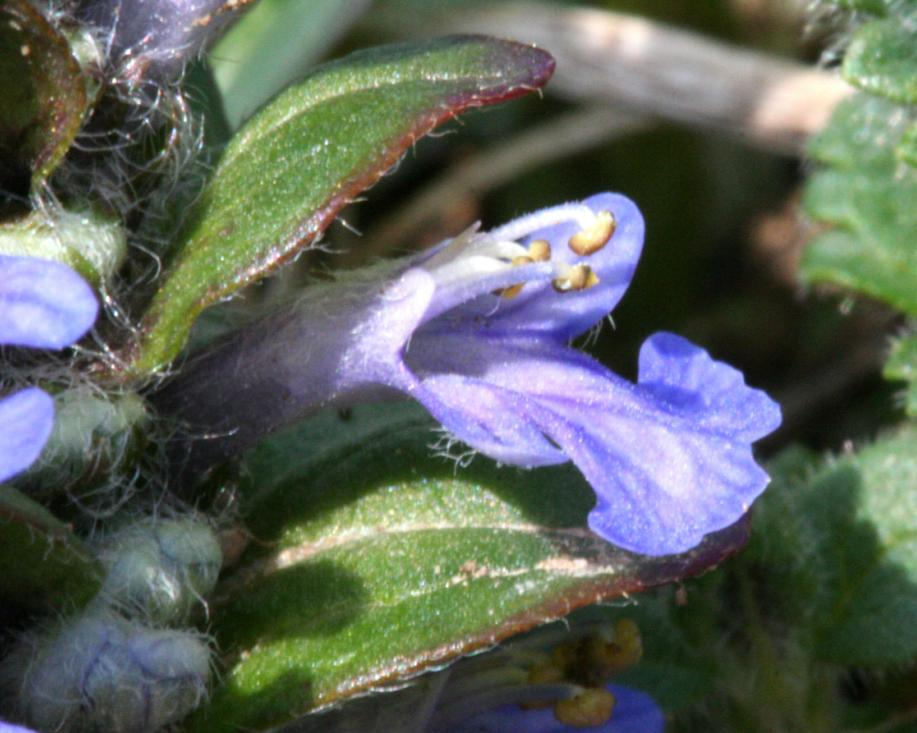
Corolla con labbro superiore mancante

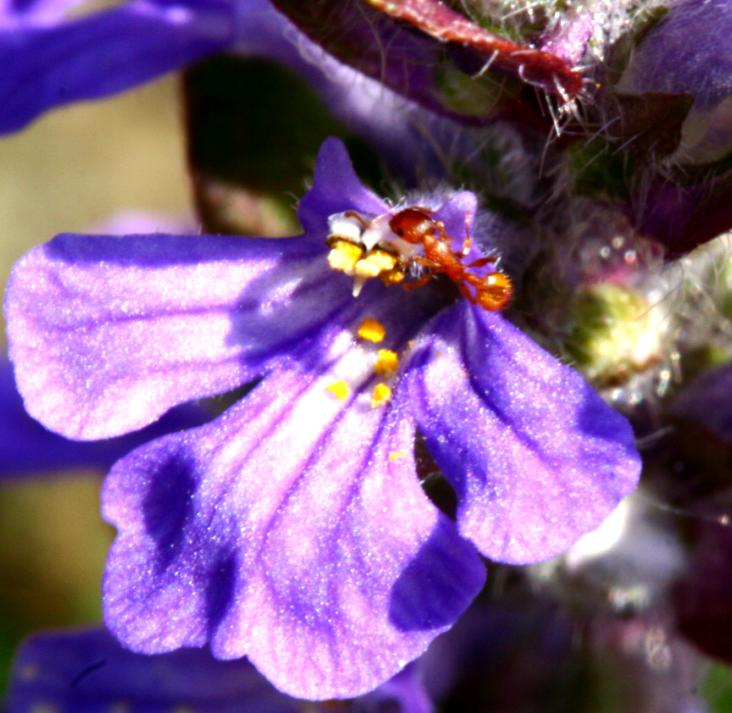
Stami giallastri sporgenti

I fiori sono ermafroditi, zigomorfi, tetrameri (4-ciclici), ossia con quattro verticilli (calice – corolla - androceo – gineceo) e pentameri (5-meri: la corolla e il calice sono a 5 parti). Lunghezza del fiore: 10 – 17 mm.
- Formula fiorale: per questa pianta viene indicata la seguente formula fiorale:

X, K (5), [C (2+3), A 2+2] G (2), (supero), drupa
- Calice: il calice è attinomorfo, gamosepalo e peloso. La parte terminale presenta 5 denti lunghi quanto il calice stesso. Dimensione del calice: 4 – 6 mm, altrettanto i denti.
- Corolla: la corolla è zigomorfa, gamopetala, pubescente e di colore azzurro - violetta con nervature longitudinali più scure. La forma è pseudobilabiata con il labbro superiore quasi assente, mentre quello inferiore è trilobo col lobo centrale più grande. Il tubo corollino internamente è provvisto di un anello di peli. Dimensione del tubo corollino : 1 – 1,5 cm; labbro inferiore di 6 mm.
- Androceo: l'androceo possiede quattro stami didinami, due grandi e due piccoli e tutti fertili (un quinto stame posteriore è sempre abortito). I filamenti, pelosi, sono adnati alla corolla. Gli stami sono parzialmente sporgenti dal tubo corollino. Le antere, di colore giallastro, emergono completamente dalla fauce. Le teche sono del tipo da divergenti a divaricate (confluiscono nella zona della deiscenza). I granuli pollinici sono del tipo tricolpato o esacolpato.
- Gineceo: l'ovario è supero (o semi-infero) formato da due carpelli saldati (ovario bicarpellare) ed è 4-loculare per la presenza di falsi setti. La placentazione è assile. Gli ovuli sono 4 (uno per ogni presunto loculo), hanno un tegumento e sono tenuinucellati (con la nocella, stadio primordiale dell'ovulo, ridotta a poche cellule).[13] Lo stilo inserito alla base dell'ovario (stilo ginobasico) è del tipo filiforme bifido ed è molto sporgente, ma protetto dalla pioggia per opera delle brattee fogliari del fiore inserito sul verticillo soprastante. Gli stigmi (sono due) sono semplici. Il nettario è abbondante.
- Fioritura: da aprile a luglio.

### Frutti
Il frutto è uno schizocarpo ( tetrachenio reticolato) composto da 4 nucule e dalla superficie rugosa. I semi sono minuti e provvisti di endosperma (a volte scarso).

## Riproduzione
- Impollinazione: l'impollinazione avviene tramite insetti (impollinazione entomogama) tipo ditteri, imenotteri e raramente lepidotteri. Alcune farfalle, tra cui Boloria selene, Argynnis aglaja, Fabriciana adippe e Boloria euphrosyne, si cibano del nettare dei suoi fiori. E' pianta visitata dalle api, sia per il nettare che per il polline.[14]
- Riproduzione: la fecondazione avviene fondamentalmente tramite l'impollinazione dei fiori (vedi sopra).
- Dispersione: i semi cadendo a terra sono dispersi soprattutto da insetti tipo formiche (disseminazione mirmecoria).

## Distribuzione e habitat

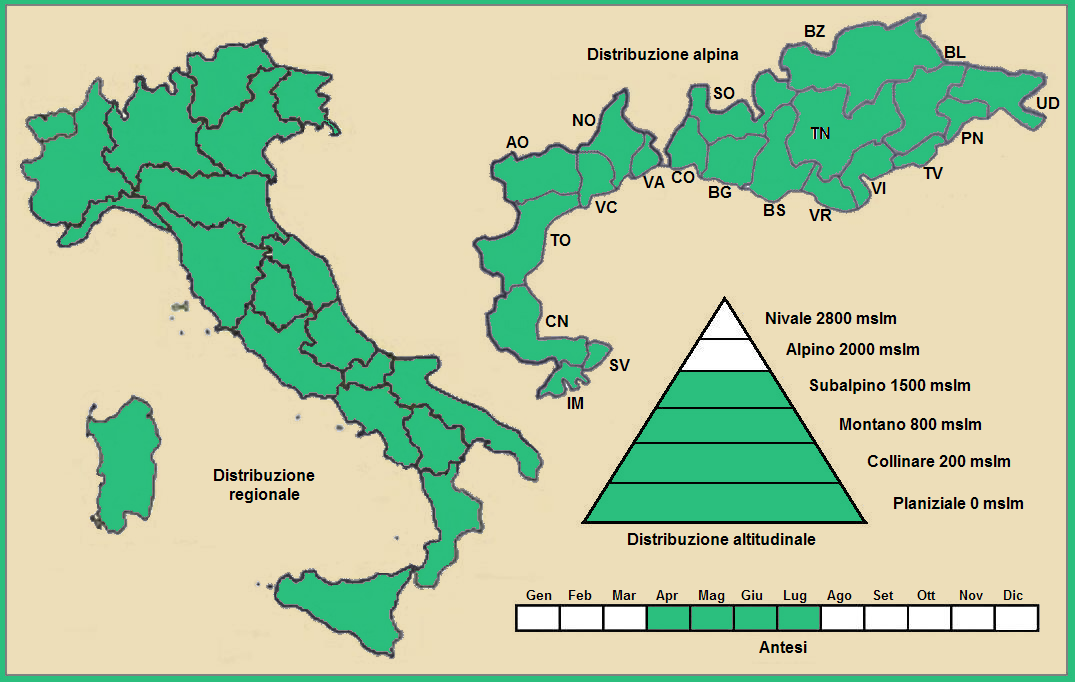
Distribuzione della pianta
(Distribuzione regionale – Distribuzione alpina)

- Geoelemento: il tipo corologico (area di origine) è Eurasiatico. Si tratta di un vasto areale dell'emisfero boreale è che va dall'Europa al Giappone.
- Distribuzione: questa pianta si trova in quasi tutta l'Europa, nel Caucaso, in Asia minore. In Italia è comune su tutto il territorio fino alla fascia montana. Meno frequente al Sud.
- Habitat: l'habitat tipico sono i prati fertili e concimati, si trova anche lungo le siepi e margini dei sentieri, ma anche nei boschi di latifoglie. Il substrato preferito è calcareo ma anche siliceo con pH neutro, medi valori nutrizionali del terreno che deve essere mediamente umido.
- Distribuzione altitudinale: sui rilievi queste piante si possono trovare dal piano fino a 1500 m s.l.m.; frequentano quindi i seguenti piani vegetazionali: collinare, montano e quello subalpino (oltre a quello planiziale – a livello del mare).

### Fitosociologia
Dal punto di vista fitosociologico Ajuga reptans appartiene alla seguente comunità vegetale:
Formazione : delle comunità delle macro- e megaforbie terrestri
Classe : Molinio-Arrhenatheretea

## Tassonomia
La famiglia di appartenenza della specie (Lamiaceae), molto numerosa con circa 250 generi e quasi 7000 specie, ha il principale centro di differenziazione nel bacino del Mediterraneo e sono piante per lo più xerofile (in Brasile sono presenti anche specie arboree). Per la presenza di sostanze aromatiche, molte specie di questa famiglia sono usate in cucina come condimento, in profumeria, liquoreria e farmacia. Nelle classificazioni meno recenti la famiglia è chiamata Labiatae. Il genere Ajuga si compone di circa 60 specie, mezza dozzina delle quali vivono in Italia.

### Sinonimi
Questa entità ha avuto nel tempo diverse nomenclature. L'elenco seguente indica alcuni tra i sinonimi più frequenti:
- Ajuga barrelieri Ten. (1839)
- Ajuga breviproles Borbás (1899)
- Ajuga nantii Boreau (1863)
- Ajuga stolonifera Jeanb. & Timb.-Lagr. (1879)
- Ajuga vulgaris Rouy (1909)
  - subsp. nantii (Boreau) Rouy (1909)
  - subsp. reptans (L.) Rouy (1909)
  - var. bifera Gillot (1880)
  - var. breviproles (Borbás) Rouy (1909)
  - var. stolonifera (Jeanb. & Timb.-Lagr.) Rouy (1909)

### Ibridi
Le possibilità di fecondazione intraspecifica per questa specie sono le seguenti:
- Ajuga × hybrida A. Kerner (1874) (ibrido fra : A. reptans × Ajuga genevensis)
- Ajuga × pseudopyramidalis Schur (1853) (ibrido fra : A. reptans × Ajuga pyramidalis)

### Specie simili
Le varie ive della flora spontanee italiana alpina sono abbastanza simili tra di loro. Qui di seguito sono elencate le principali specie presenti nelle Alpi e più simili a quella di questa voce (la specie Ajuga chamaepitys si distingue per i fiori gialli):
- Ajuga genevensis L. – Bugola azzurra, Iva ginevrina : differisce per il fusto che è privo di stoloni ed è grigiastro e per la rosetta basale che è poco evidente; il margine fogliare è provvisto di denti ben definiti; la pubescenza è su tutte e quattro le facce del fusto.
- Ajuga pyramidalis L. – Iva piramidale : si differenzia per le foglie che diminuiscono progressivamente di dimensione verso la parte alta del fusto (e quindi la pianta in generale ha un portamento piramidale); le brattee dei verticilli sono tutte più grandi dei fiori che quindi rimangono seminascosti; la dimensione della pianta è mediamente più grande.

## Usi

### Farmacia
- Sostanze presenti: ha dei componenti aromatici ma anche amari.
- Proprietà curative: è una pianta conosciuta per le sue proprietà astringenti, antinfiammatorie e vulnerarie. È usata in omeopatia ma anche in cosmetica per pelli delicate. Ha inoltre presunte capacità di fermare le emorragie e la caduta dei capelli.
- Parti usate: soprattutto le foglie e comunque le parti aeree.

### Tossicità
Esistono dati comprovati che si tratta di una pianta epatotossica. Alcuni componenti presenti nella pianta (diterpeni neoclerodanici) possono provocare epatiti di vario tipo (disturbi al parenchima epatico tipo epatiti croniche, acute ma anche fulminanti).

### Cucina
Le foglie primaverili possono essere consumate come insalata con altre verdure o nei minestroni di verdure (minestra da erbette come popolarmente viene chiamata).

### Giardinaggio
Grazie alla particolare caratteristica del portamento (tappezzante), la nostra pianta colonizza rapidamente ampi spazi di terreno, allargandosi sottoterra. Proprietà determinata dai suoi robusti e lunghi stoloni.

Le varie tecniche di giardinaggio hanno prodotto diversi cultivar con fiori bianchi e rosa o con foglie variegate o maculate, oppure bronzate, o chiazzate di rosso, giallo o bruno.

## Altre notizie
La bugola in altre lingue è chiamata nei seguenti modi:
- (DE)  Kriechender Günsel
- (FR)  Bugle rampant
- (EN)  Common Bugle

## Galleria d'immagini

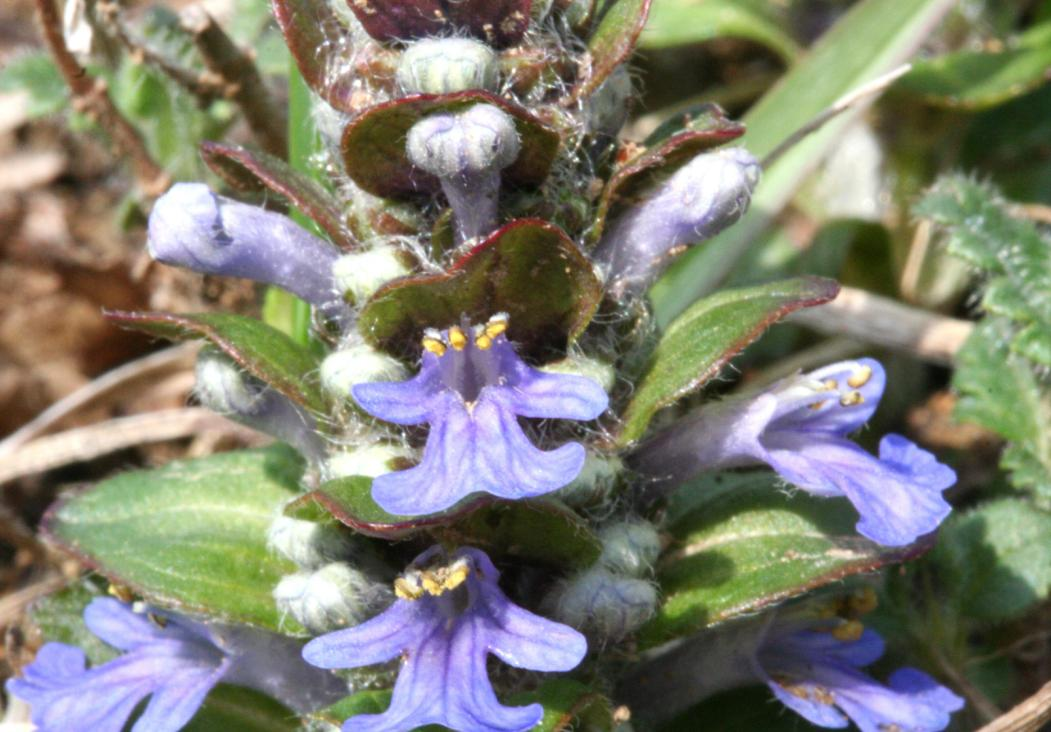
Ajuga reptans (dettaglio dell'infiorescenza)
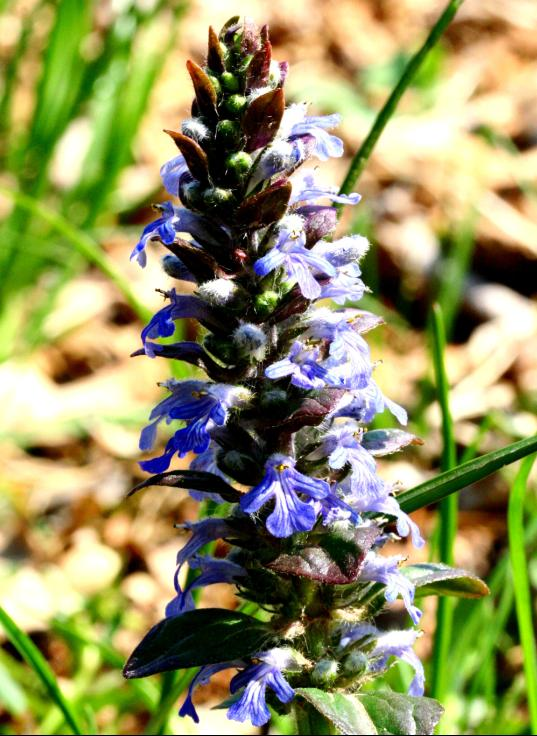
Ajuga reptans (infiorescenza)
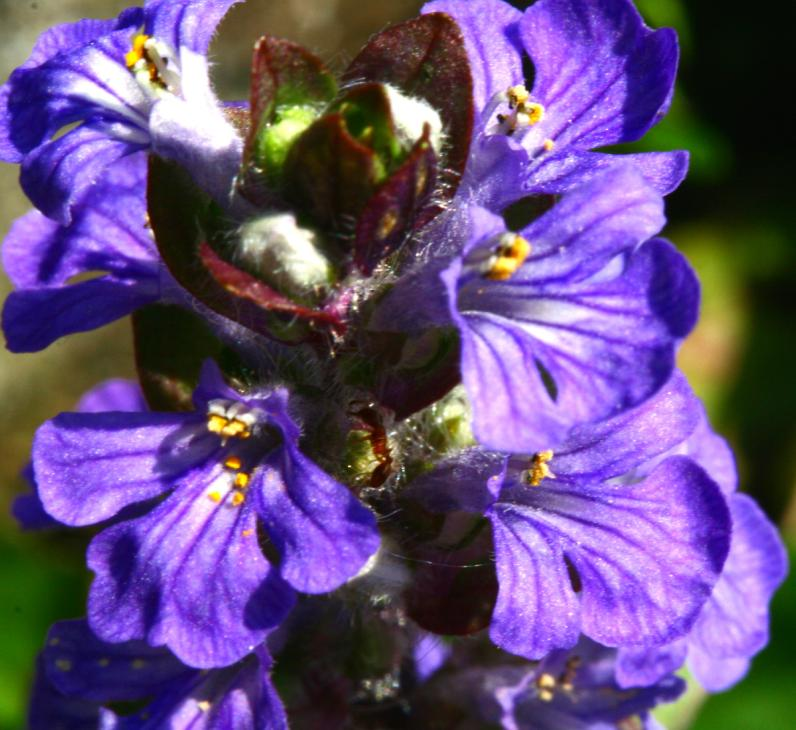
Ajuga reptans (dettaglio dell'infiorescenza)